# Petite rivière du Chêne
Petite rivière du Chêne är ett vattendrag i Kanada.   Det ligger i provinsen Québec, i den sydöstra delen av landet, 300 km öster om huvudstaden Ottawa.
Omgivningarna runt Petite rivière du Chêne är en mosaik av jordbruksmark och naturlig växtlighet. Runt Petite rivière du Chêne är det glesbefolkat, med 10 invånare per kvadratkilometer.